# Lorenzo de Ávila

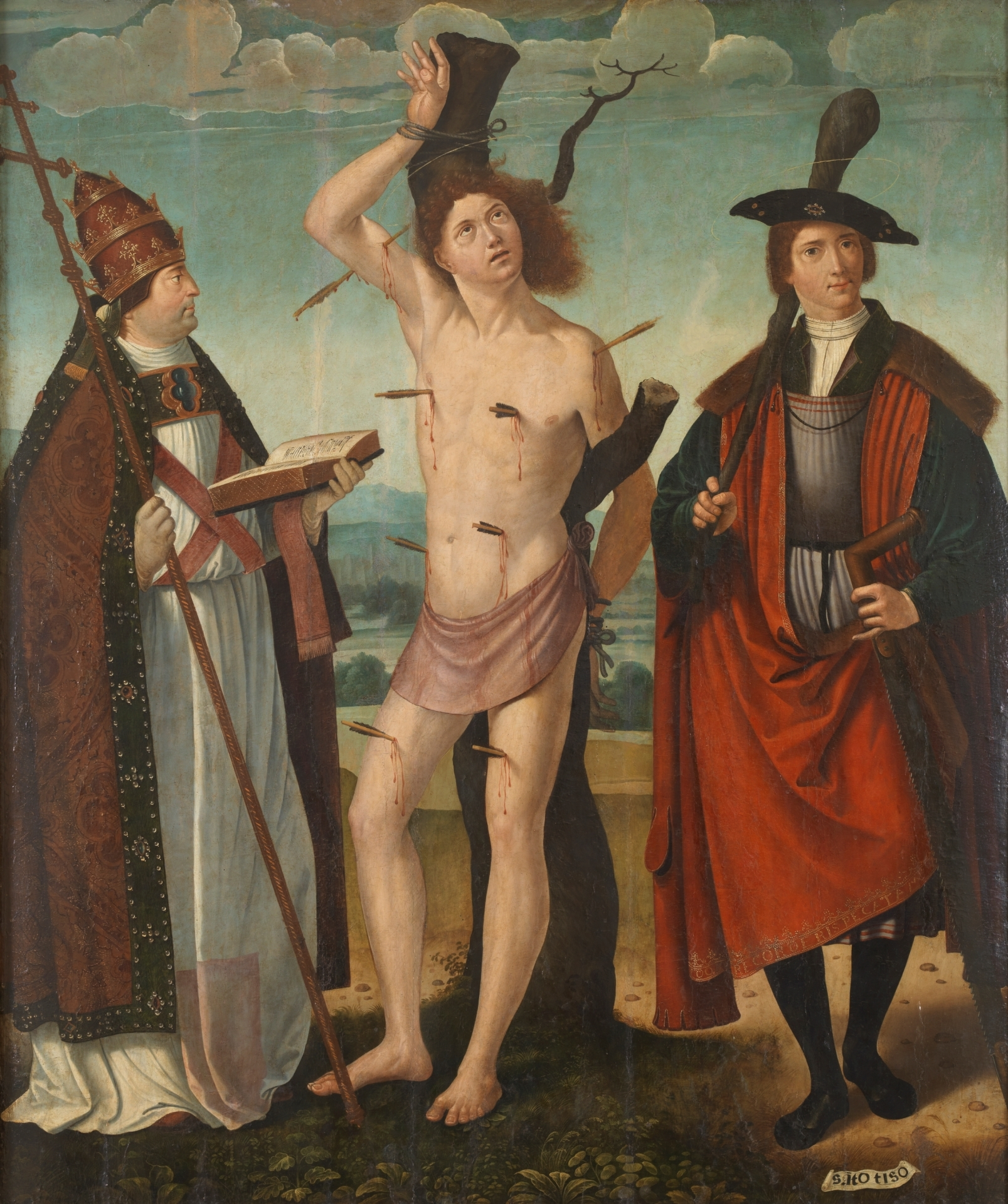
San Gregorio, San Sebastián y San Tirso, de Lorenzo de Ávila (Museo del Prado)

Lorenzo de Ávila (Ávila, c. 1473/1492-Toro, 1570) fue un pintor renacentista español, tradicionalmente considerado seguidor de Juan de Borgoña, activo en Toledo, donde se le documenta por primera vez en 1507, Ávila, Valladolid y León, antes de establecerse en los últimos años de su vida al frente de un activo taller de pintura en Toro. 

## Datos biográficos
De posible origen abulense, sus primeros ámbitos de trabajo están en Toledo y Ávila. Después se le documenta en León y Valladolid, antes de establecerse definitivamente en Toro en 1529, donde creó un taller de pintura en el que trabajarán o con el que colaborarán otros pintores activos en la zona, como Juan de Borgoña de Toro, Blas de Oña, Alonso de Aguilar o Luis del Castillo. Falleció en 1570 siendo enterrado en el convento de San Francisco para el que había pintado su retablo mayor.
Estuvo casado primero con Mencía de Vergara (muerta en 1524) y posteriormente con Antonia Rodríguez. Uno de sus hijos, Hernando de Ávila, fue pintor de Felipe II.

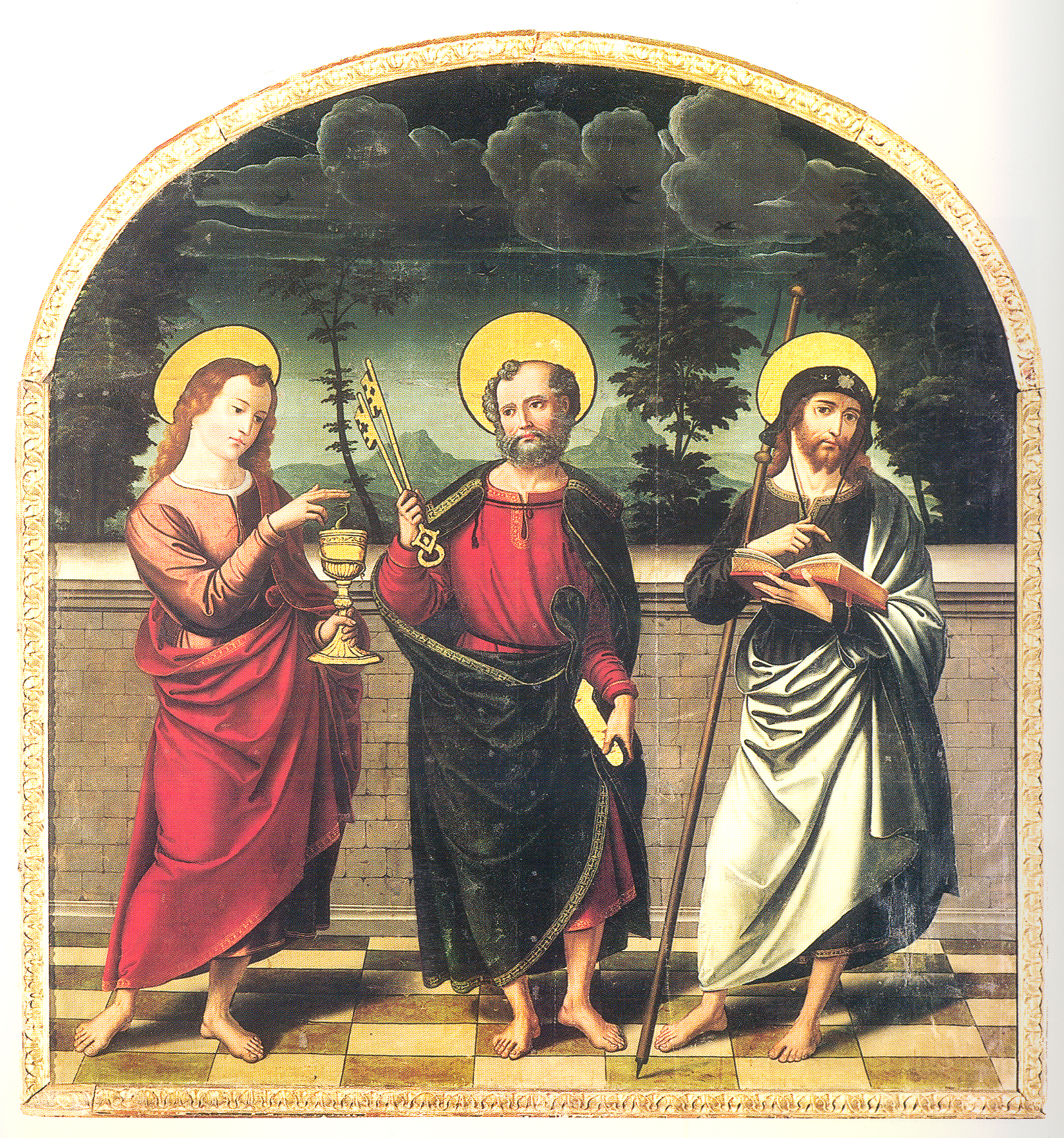
San Pedro, Santiago el Mayor y San Juan Evangelista, Toro (Zamora), monasterio de Sancti Spiritu el Real.

## Obra

### Historiografía de las atribuciones
Los primeros datos sobre Lorenzo de Ávila los aportó Demetrio de los Ríos en 1895: su participación en pinturas en la Catedral de León en 1521. Por otro lado, la ausencia de documentación, hasta fechas recientes, para un importante número de pinturas de carácter cuatrocentista en la zona de Toro, en las que era acusada la influencia de Juan de Borgoña junto con algunos rasgos superficiales tomados de Alonso Berruguete y de Rafael, llevó a Manuel Gómez-Moreno a crear la denominación Maestro de Toro para el autor de varias obras en esa ciudad, destacando el retablo de San Martín, en Pinilla de Toro, que Casaseca más tarde documentó a nombre de Juan de Borgoña el Joven y de Lorenzo de Ávila. Más tarde Chandler R. Post, creó la figura del Maestro de Pozuelo, autor de un grupo de retablos entre los que destacaría el de Pozuelo de la Orden, en el que luego se documentó la intervención de Lorenzo de Ávila junto a los vallisoletanos Antonio Vázquez y Andrés de Melgar. En 1954 Diego Angulo Íñiguez en Ars Hispaniae (t. XII, p. 109) englobó en la denominación Maestro de Pozuelo las obras que Post le había atribuido más las que Gómez Moreno refería al Maestro de Toro, vueltos a separar en Summa Artis (vol XXIV, pp. 216 y 266) por José Camón Aznar que relacionaba con el Maestro de Toro el retablo de Santo Tomás Cantuariense, posible obra de Juan de Borgoña el Joven. Pero ha sido fundamental la labor de investigación de José Navarro Talegón para documentar obras de Lorenzo de Ávila en Toro y su entorno, en buena parte las reconocidas por los estudios anteriores pero sin unirlas a su nombre. Emergió así un pintor, documentado progresivamente en Toledo, Ávila, León y Valladolid, que terminó creando un taller en Toro. Ha sido fundamental la publicación en 2003, por parte de Luis Vasallo e Irune Fiz, del pleito de Abezames, donde, según argumentó Juan Carlos Pascual de Cruz, queda definitivamente zanjada la cuestión de la superioridad artística de Lorenzo de Ávila sobre los miembros de su taller. Juan Carlos Pascual de Cruz publicó en 2012 una monografía sobre el pintor, la revisión y actualización más completa hasta entonces; en 2023 ha publicado un libro centrado en la producción de Lorenzo de Ávila previa a su instalación en la ciudad de Toro.

### Antes de instalarse en Toro - obras documentadas
La primera noticia documental a él referida lo sitúa en 1507 en Toledo, cobrando de la catedral por los dibujos de tres historias que habían de servir de modelos para los bordadores de la manga o velo que cubre la vara de la cruz procesional de Corpus Christi.
En 1508 se documenta que se encargó de restaurar unas pinturas del zaguán de la Capilla del Sagrario de la Catedral de Toledo.
En 1521 cobró en León por una tabla para el trascoro de la catedral y por la pintura mural del claustro (prácticamente desaparecida) de la Disputa de Jesús con los doctores.
Se le documenta por 1528 en Valladolid, donde pintó para el retablo de Pozuelo de la Orden.

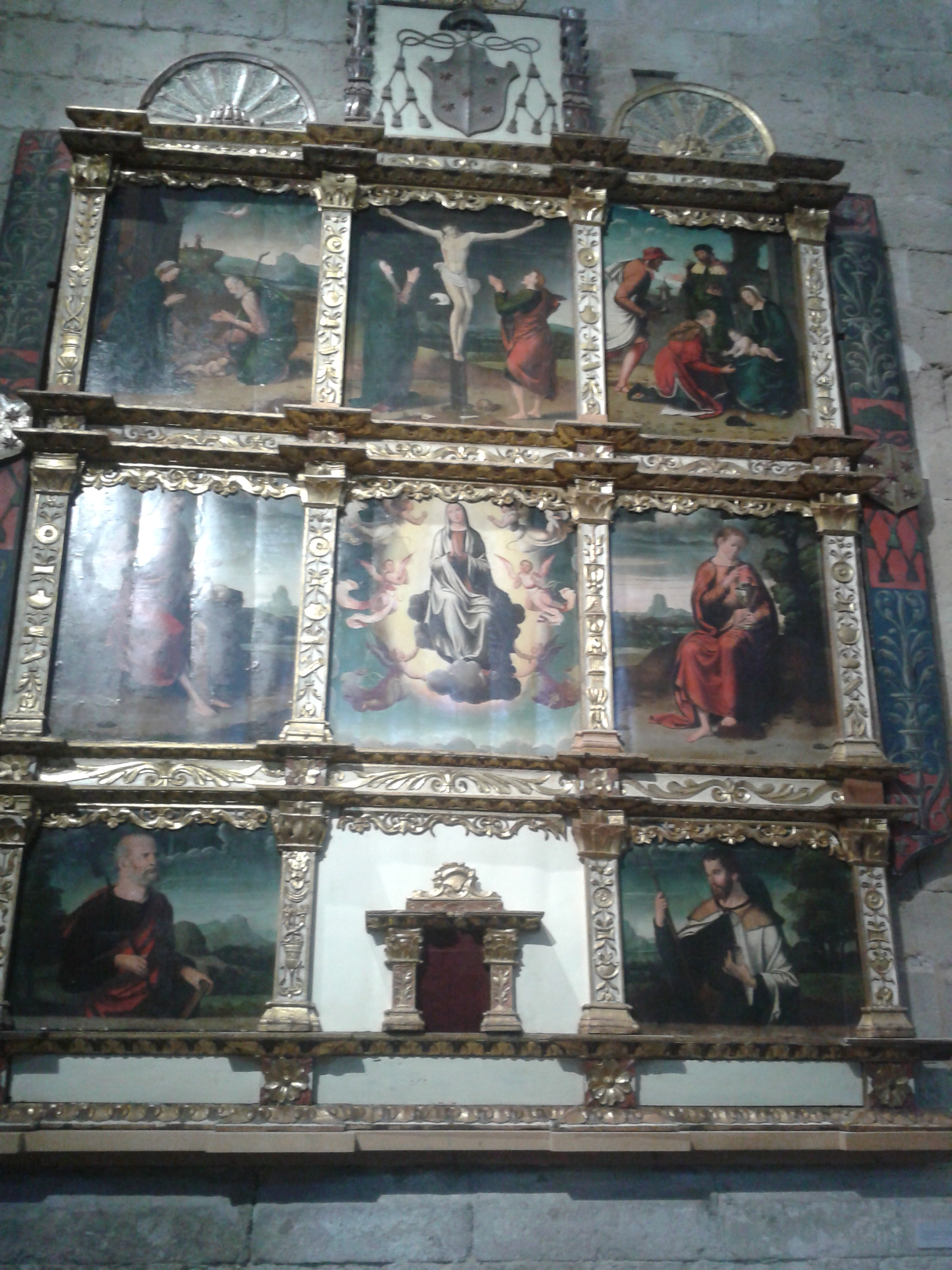
Retablo mayor de la capilla del Hospital de la Asunción y dos santos Juanes, con pinturas de Lorenzo de Ávila (ahora en la Colegiata de Toro) (Zamora)

### Periodo toresano - obras documentadas
Están documentados a su nombre en Toro:
- El retablo de la Capilla del Hospital de la Asunción y los Santos Juanes,[18]
- El retablo mayor de la iglesia del monasterio de Sancti Spiritus el Real,[19]
- El retablo mayor de la iglesia de Santa María de Arbas,[20]
- El retablo mayor de la iglesia de Santo Tomás Cantuariense,[21]
- En esa misma iglesia, en la capilla de los Sedano, cuatro tablas del retablo de la Virgen de la Leche.[22]
- El retablo de la iglesia en ruinas de San Esteban en Pinilla de Toro.[23]

Fuera de Toro:
- El retablo de la Capilla de las Cuevas en el claustro de la Catedral de Ávila,[24]
- Cinco tablas del retablo de San Salvador de Abezames.[25]
- El retablo mayor de Venialbo.[26]

Desaparecidos pero documentados:
- El retablo de la capilla de los Deza en el claustro del Monasterio de san Ildefonso de Toro,[27]
- El retablo de la iglesia y una tabla para el refectorio del Monasterio de Santa María la Real de San Cebrián de Mazote.[28]
- Un retablo que encargó el cardenal Juan Pardo de Tavera para la Colegiata de Toro.[29]
- El retablo principal y dos menores de sepulcros para la capilla de doña María de Mújica en la iglesia de san Francisco de Villalpando (en paradero desconocido).[30]
- También constan los pagos que se le hicieron para la pintura de unos escudos de armas en la Audiencia Pública y Casa Consistorial de Toro, que se perdieron.[31]
- Retablo del Credo, que Pablo Pfinzing testó a Felipe II en 1570.[32]

### Atribuciones
Por razones estilísticas Pascual atribuye a Lorenzo de Ávila un muy numeroso grupo de obras entre las que figuran pinturas catalogadas como anónimas o a nombre de Pedro Berruguete y Juan de Borgoña en los museos a los que pertenecen, además de atribuirle la terminación del retablo de la catedral de Ávila junto con las pinturas murales de la Sala Capitular de la catedral de Toledo, obras documentadas de Juan de Borgoña. 
Dentro del periodo de juventud del pintor, según Pascual, serían de Lorenzo de Ávila:  
- Varias tablas[33] del retablo mayor de la Capilla de Santa Catalina de la iglesia de El Salvador de Toledo y las puertas de sarga que protegían el retablo.[34]

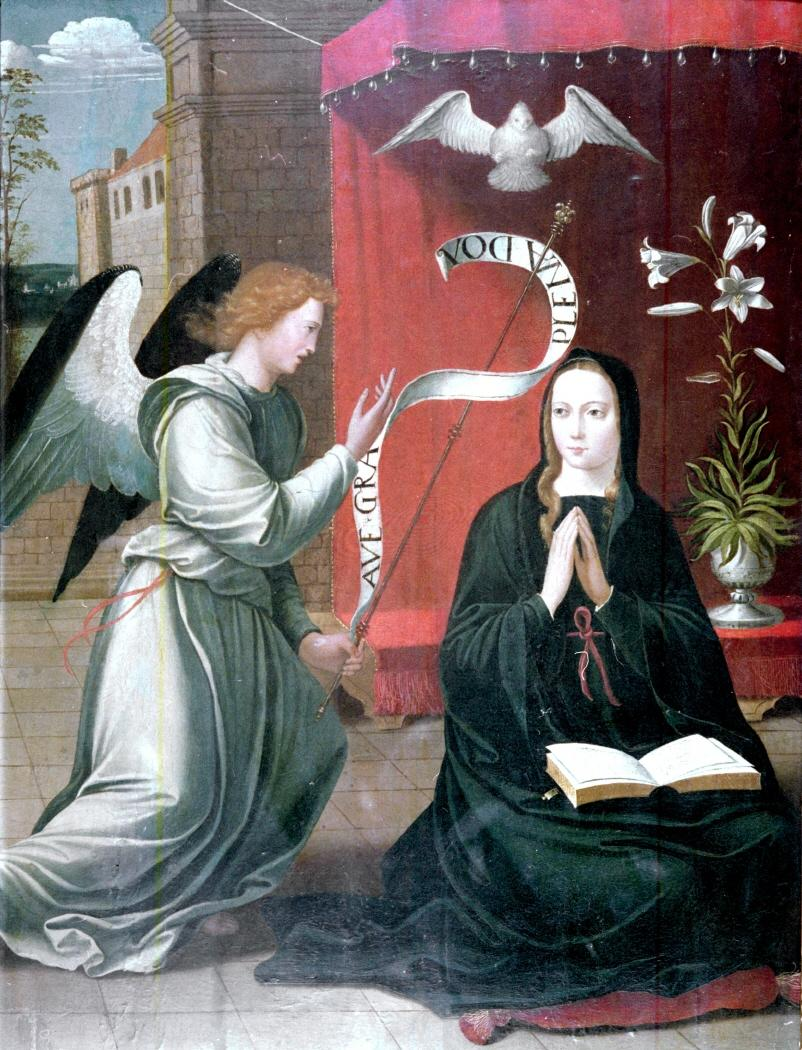
Anunciación. Óleo sobre tabla (100 x 75 cm) atribuido a Lorenzo de Ávila. Madrid, Museo Lázaro Galdiano.

- Dos pinturas murales de la Capilla de san Pedro de la Catedral de Toledo,[35]
- Las tablas de san Juan Evangelista  y la Virgen del Velo en la iglesia de san Pedro de Ávila.
- Una tabla con san Andrés, la Asunción y Ánimas en Valderas (León)[36]
- Las tablas, ahora en el Museo del Prado, de San Pantaleón con una pareja de donantes[37] y San Gregorio, san Sebastián y san Tirso,[38]
- Una tabla de santa Catalina discutiendo con Majencio (colección privada de Montpellier).[39]

Postulando una estancia en Italia en torno a 1500, de la que no existe rastro documental, serían suyas:  
- Una tabla de san Juan Bautista,[40]
- Dos tablas de la Natividad y la Flagelación en el Museo Capitular de Atri.[41]
- El fresco con El Padre eterno, san Romano y san Roque de la Pinacoteca Municipal de Deruta.[42]

Del periodo entre 1504 y 1531 serían suyas 
- La tabla de la Piedad de la parroquia de Illescas (Toledo).[44]
- El retablo de la Concepción en la Capilla de don Juan de Salcedo y el de la Epifanía en la Capilla de don Luis de Daza en la Catedral de Toledo.[45]
- Una tabla de la Crucifixión con santos Dominicos repartida entre el Louvre y El Prado.[46]
- Dos tablas, posiblemente del banco del mismo retablo: un san Gregorio con san Agustín y un san Jerónimo con san Ambrosio.[47]
- Varias tablas grandes y las menores del retablo mayor de la Catedral de Ávila.[48]
- Las pinturas murales de la Sala Capitular.[49]
- Las pinturas del Zaguán o Antesala Capitular de la Catedral de Toledo.[50]
- La tabla de la Lamentación sobre Cristo muerto del Hospital de la Piedad de Benavente.[51]
- El retablo mayor de Villárdiga (Zamora).
- Un retablo de Pedrosa del Rey.[52]
- El retablo mayor de Belver de los Montes (Zamora).
- El retablo de la iglesia de la Natividad de San Agustín del Pozo (Zamora),
- Las tablas del antiguo retablo mayor de San Esteban de Pinilla de Toro.[53]
- El retablo mayor de la ermita de Nuestra Señora del Templo en Pajares de la Lampreana (Zamora), además de otras tablas dispersas.[54]

Del periodo de Toro:
- El retablo mayor de la capilla del Hospital de la Asunción y Dos Santos Juanes.
- El retablo de la Asunción de María y el antiguo retablo mayor[55]  de la iglesia del monasterio de Sancti Spiritus el Real.
- Cuatro tablas[56] del retablo de la Virgen de la Leche de la Capilla de los Sedano en la iglesia de santo Tomás Cantuariense.

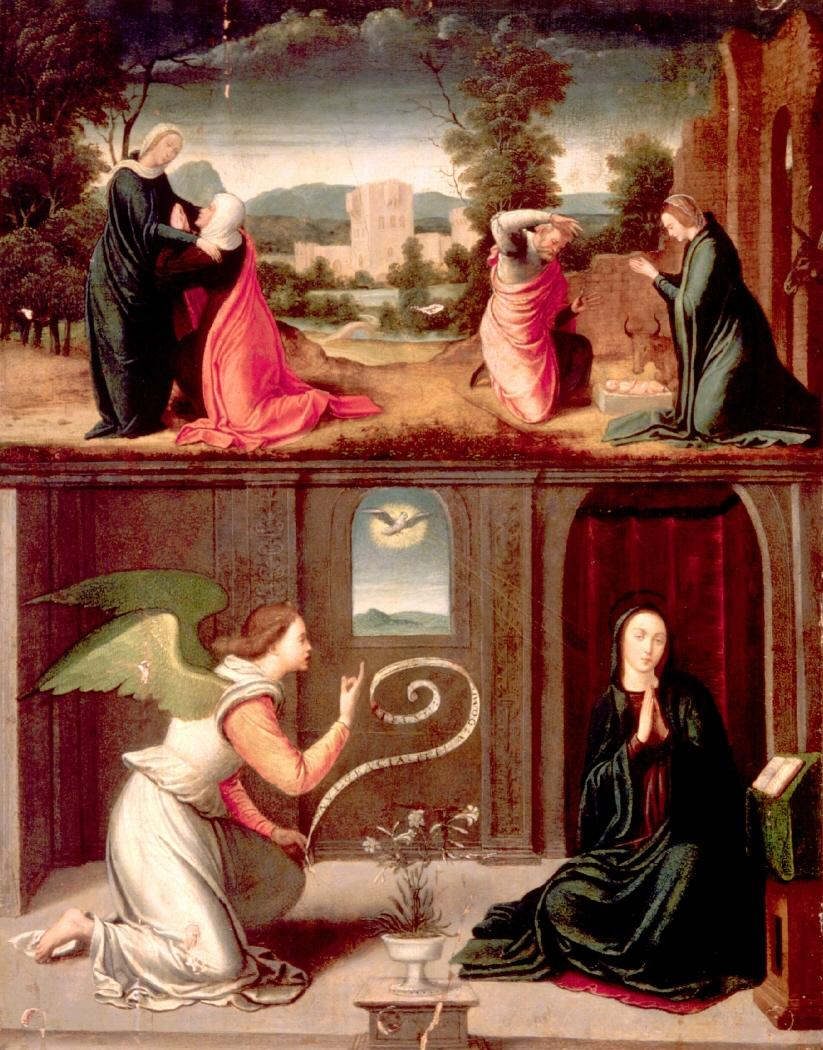
La Anunciación, Visitación y Nacimiento, óleo sobre tabla, 44,5 x 41,5 cm, Madrid, Museo Lázaro Galdiano.

- La tabla de la Virgen de la Rosa,[57] la tabla de la Anunciación con la Visitación y el Nacimiento del Museo Lázaro Galdiano,[58]
- Las siete tablas del antiguo retablo mayor de la iglesia de Santa María de Arbas.
- El retablo de la capilla del Arcediano don Pedro Daza del Espinar en la Catedral de Ávila,[59]
- La tabla de San Miguel venciendo al demonio,[60]
- Varias del antiguo retablo mayor de la iglesia de san Salvador de Abezames.[61]
- El retablo mayor de santo Tomás Cantuariense de Toro.
- La tabla de la Lamentación sobre Cristo muerto ahora en la Colegiata de Toro.
- La tabla de la Anunciación del Museo Lázaro Galdiano.
- Una tabla de la Magdalena Penitente y otra de la Lamentación sobre Cristo muerto.[62]
- El retablo de la iglesia de la Asunción de Venialbo,[63]
- El retablo de San Sebastián en la iglesia de santa María de la Horta de Zamora.
- En ese periodo final de Toro, las obras últimas y de peor calidad serían el retablo mayor de la Asunción de Losilla de Alba (Zamora), y cuatro tablas sueltas.[64] Claramente de su taller serían el retablo mayor de la Capilla de la Visitación en Salas de Barrios (León) y el de la iglesia de San Antolín de Zamora, el actual retablo mayor de la iglesia de san Miguel en Castrogonzalo (Zamora) y las figuras bordadas en una casulla de la iglesia de san Juan Bautista de la Bóveda de Toro (Zamora).

### Rasgos destacados y fama contemporánea
Destaca como extraordinario dibujante y pintor excelente. En palabras de Juan Carlos Pascual, sus pinturas están magníficamente compuestas, dibujadas y pintadas, con especial atención a la armonía de los espacios (tanto arquitectónicos como naturales), la luz y las sombras, la expresividad contenida de los rostros y la profundidad melancólica de las lejanías y celajes. En su estilo sobresale la soltura y precisión del dibujo, la composición espaciosa y equilibrada y un cuidadoso coloreado en el que destacan la intensidad de los tonos y el dominio de la luz y de las sombras. Califica su realismo de naturalismo idealizado. Las figuras están bien proporcionadas, aunque de piernas algo cortas, salvo en el caso de Cristo, que a veces tiene piernas demasiado largas. Característica suya es la rodilla flexionada, no simple contraposto, que a veces da sensación de cierta renquera. Conoce bien la anatomía, pero la pinta con sobriedad, con detalles sacados del natural. También es sobrio al pintar heridas o sangre. Los rostros tienden a un gesto severo. Los paisajes, con espacios abiertos, tienen cielos en simetría con la tierra. En general es muy partidario, en los elementos compositivos, de los paralelismos, simetrías y contraposiciones, especialmente en el caso de las miradas de los personajes, para contribuir todos a la atmósfera de la narración. Muchos elementos físicos tienen lecturas simbólicas. Las arquitecturas tienden a las formas rectas o semicirculares, reducidas a lo mínimo, de modelos renacentistas, aunque con detalles localistas (también en los paisajes y los muebles). Los personajes representados muchas veces traslucen retratos de individuos reales (es significativa la presencia repetida de Carlos V).
Sobre su fama contemporánea, destaca lo que dice Pablo Pfintzing,  Secretario de Estado para asuntos de Alemania de Felipe II, en su testamento de 1570, al legarle al rey un retablo suyo: «a mi parescer no estar mal pintado». El testarlo al rey, por parte de alguien conocido como buen coleccionista, es una forma discreta de elogio.
Hernando de Ávila, su hijo, lo incluía en la lista de los mejores pintores españoles, junto a Fernando del Rincón, Gaspar Becerra, Luis de Morales, Juan Fernández de Navarrete (El Mudo), Fernando Yáñez de la Almedina, Juan Correa de Vivar, Pedro Berruguete y su hijo Alonso Berruguete, Diego de Urbina, Luis de Carvajal(pintor), Miguel Barroso, Alonso Sánchez Coello y el propio Hernando de Ávila.